# Golden State Warriors 2018-2019
La stagione 2018-2019 dei Golden State Warriors è stata la 73ª stagione della franchigia nella NBA.

## Draft
| Giro | Scelta | Giocatore   | Ruolo | Nazionalità | Università/Squadra  |
| ---- | ------ | ----------- | ----- | ----------- | ------------------- |
| 1    | 28     | Jacob Evans | G     | Stati Uniti | Cincinnati Bearcats |

## Roster
| \| Pos. \| Num. \| Naz. \| Nome \| Altezza \| Peso \| Data nascita \| Provenienza \| \| ---- \| ---- \| ---- \| ----------------------- \| ------- \| ------ \| ------------ \| ---------------- \| \| AG/C \| 2 \| \| Bell, Jordan \| 206 cm \| 102 kg \| 1995–01–07 \| Oregon \| \| C \| 12 \| \| Bogut, Andrew \| 213 cm \| 118 kg \| 1984–11–28 \| Utah \| \| P \| 4 \| \| Cook, Quinn \| 188 cm \| 81 kg \| 1993–03–23 \| Duke \| \| C \| 0 \| \| Cousins, DeMarcus \| 211 cm \| 122 kg \| 1990–08–13 \| Kentucky \| \| P \| 30 \| \| Curry, Stephen (C) \| 191 cm \| 86 kg \| 1988–03–14 \| Davidson \| \| AP \| 32 \| \| Derrickson, Marcus (TW) \| 201 cm \| 113 kg \| 1996–02–01 \| Georgetown \| \| AP \| 35 \| \| Durant, Kevin \| 206 cm \| 109 kg \| 1988–09–29 \| Texas \| \| G \| 10 \| \| Evans, Jacob \| 198 cm \| 95 kg \| 1997–06–18 \| Cincinnati \| \| AG \| 23 \| \| Green, Draymond \| 201 cm \| 104 kg \| 1990–03–04 \| Michigan State \| \| G/AP \| 9 \| \| Iguodala, Andre \| 198 cm \| 98 kg \| 1984–01–28 \| Arizona \| \| AP \| 21 \| \| Jerebko, Jonas \| 208 cm \| 105 kg \| 1987–03–02 \| Svezia \| \| C \| 15 \| \| Jones, Damian \| 213 cm \| 111 kg \| 1995–06–30 \| Vanderbilt \| \| G \| 1 \| \| Lee, Damion (TW) \| 198 cm \| 95 kg \| 1992–10–21 \| Louisville \| \| P/G \| 34 \| \| Livingston, Shaun \| 201 cm \| 87 kg \| 1985–09–11 \| Peoria HS (IL) \| \| AG/C \| 5 \| \| Looney, Kevon \| 206 cm \| 100 kg \| 1996–02–06 \| UCLA \| \| AP \| 28 \| \| McKinnie, Alfonzo \| 203 cm \| 98 kg \| 1992–09–17 \| Green Bay \| \| G \| 11 \| \| Thompson, Klay \| 201 cm \| 98 kg \| 1990–02–08 \| Washington State \| | Allenatore - Steve Kerr Assistente/i - Mike Brown - Bruce Fraser - Ron Adams - Jarron Collins - Chris DeMarco (Assistente dell'Allenatore; Direttore dello sviluppo dei giocatori) - Willie Green (Sviluppo giocatori) Legenda - (C) Capitano - (FA) Free agent - (S) Sospeso - (GL) Assegnato a squadra G League affiliata - (TW) Contratto Two-way - Infortunato Roster • Transazioni |                        |                         |         |        |              |                  |
| Pos. | Num. | Naz.                   | Nome                    | Altezza | Peso   | Data nascita | Provenienza      |
| AG/C | 2 | Stati Uniti (bandiera) | Bell, Jordan            | 206 cm  | 102 kg | 1995–01–07   | Oregon           |
| C | 12 | Stati Uniti (bandiera) | Bogut, Andrew           | 213 cm  | 118 kg | 1984–11–28   | Utah             |
| P | 4 | Stati Uniti (bandiera) | Cook, Quinn             | 188 cm  | 81 kg  | 1993–03–23   | Duke             |
| C | 0 | Stati Uniti (bandiera) | Cousins, DeMarcus       | 211 cm  | 122 kg | 1990–08–13   | Kentucky         |
| P | 30 | Stati Uniti (bandiera) | Curry, Stephen (C)      | 191 cm  | 86 kg  | 1988–03–14   | Davidson         |
| AP | 32 | Stati Uniti (bandiera) | Derrickson, Marcus (TW) | 201 cm  | 113 kg | 1996–02–01   | Georgetown       |
| AP | 35 | Stati Uniti (bandiera) | Durant, Kevin           | 206 cm  | 109 kg | 1988–09–29   | Texas            |
| G | 10 | Stati Uniti (bandiera) | Evans, Jacob            | 198 cm  | 95 kg  | 1997–06–18   | Cincinnati       |
| AG | 23 | Stati Uniti (bandiera) | Green, Draymond         | 201 cm  | 104 kg | 1990–03–04   | Michigan State   |
| G/AP | 9 | Stati Uniti (bandiera) | Iguodala, Andre         | 198 cm  | 98 kg  | 1984–01–28   | Arizona          |
| AP | 21 | Stati Uniti (bandiera) | Jerebko, Jonas          | 208 cm  | 105 kg | 1987–03–02   | Svezia           |
| C | 15 | Stati Uniti (bandiera) | Jones, Damian           | 213 cm  | 111 kg | 1995–06–30   | Vanderbilt       |
| G | 1 | Stati Uniti (bandiera) | Lee, Damion (TW)        | 198 cm  | 95 kg  | 1992–10–21   | Louisville       |
| P/G | 34 | Stati Uniti (bandiera) | Livingston, Shaun       | 201 cm  | 87 kg  | 1985–09–11   | Peoria HS (IL)   |
| AG/C | 5 | Stati Uniti (bandiera) | Looney, Kevon           | 206 cm  | 100 kg | 1996–02–06   | UCLA             |
| AP | 28 | Stati Uniti (bandiera) | McKinnie, Alfonzo       | 203 cm  | 98 kg  | 1992–09–17   | Green Bay        |
| G | 11 | Stati Uniti (bandiera) | Thompson, Klay          | 201 cm  | 98 kg  | 1990–02–08   | Washington State |

## Classifiche

### Division
| Pacific Division | V  | S  | V%    | PR   | Casa | Trasf | Div | PG |
| ---------------- | -- | -- | ----- | ---- | ---- | ----- | --- | -- |
| L.A. Clippers    | 15 | 6  | 0.714 | 0    | 9-1  | 6-5   | 3-0 | 21 |
| G.S. Warriors    | 15 | 8  | 0.652 | 1.0  | 11-2 | 4-6   | 2-1 | 23 |
| L.A. Lakers      | 13 | 9  | 0.591 | 2.5  | 8-4  | 5-5   | 2-0 | 22 |
| Sacramento Kings | 10 | 11 | 0.476 | 5.0  | 5-5  | 5-6   | 0-3 | 21 |
| Phoenix Suns     | 4  | 18 | 0.182 | 11.5 | 3-8  | 1-10  | 0-3 | 22 |

### Conference
| #  | Squadra             | V | S | V% | PR | PG |
| -- | ------------------- | - | - | -- | -- | -- |
| 1  | G.S. Warriors       | 0 | 0 | 0  | 0  | 0  |
| 2  | N.O. Pelicans       | 0 | 0 | 0  | 0  | 0  |
| 3  | Denver Nuggets      | 0 | 0 | 0  | 0  | 0  |
| 4  | San Antonio Spurs   | 0 | 0 | 0  | 0  | 0  |
| 5  | Phoenix Suns        | 0 | 0 | 0  | 0  | 0  |
| 6  | Portland T. Blazers | 0 | 0 | 0  | 0  | 0  |
| 7  | L.A. Clippers       | 0 | 0 | 0  | 0  | 0  |
| 8  | Utah Jazz           | 0 | 0 | 0  | 0  | 0  |
| 9  | Minnesota T'wolves  | 0 | 0 | 0  | 0  | 0  |
| 10 | Memphis Grizzlies   | 0 | 0 | 0  | 0  | 0  |
| 11 | L.A. Lakers         | 0 | 0 | 0  | 0  | 0  |
| 12 | Houston Rockets     | 0 | 0 | 0  | 0  | 0  |
| 13 | Dallas Mavericks    | 0 | 0 | 0  | 0  | 0  |
| 14 | Oklahoma Thunder    | 0 | 0 | 0  | 0  | 0  |
| 15 | Sacramento Kings    | 0 | 0 | 0  | 0  | 0  |

## Mercato

### Free Agency
Rinnovi
| Giocatore    | Contratto             |
| ------------ | --------------------- |
| Kevin Durant | 2 anni (61.500.000 $) |
| Kevon Looney | 1 anno (1.500.000 $)  |

#### Acquisti
| Giocatore         | Contratto                       | Provenienza      |
| ----------------- | ------------------------------- | ---------------- |
| DeMarcus Cousins  | 1 anno – 5,3 milioni di dollari | N.O. Pelicans    |
| Jonas Jerebko     | 1 anno – 1,5 milioni di dollari | Utah Jazz        |
| Damion Lee        | Contratto Two-way               | Atlanta Hawks    |
| Marcus Derrickson | Contratto Two-way               | Georgetown Hoyas |

#### Cessioni
| Giocatore     | Contratto                       | Nuova Squadra     |
| ------------- | ------------------------------- | ----------------- |
| Chris Boucher | Svincolato                      | Toronto Raptors   |
| JaVale McGee  | 1 anno – 2,4 milioni di dollari | L.A. Lakers       |
| Omri Casspi   | 1 anno – 2,1 milioni di dollari | Memphis Grizzlies |
| Zaza Pachulia | 1 anno – 2,4 milioni di dollari | Detroit Pistons   |
| David West    | Ritiro                          |                   |

## Calendario e risultati

### Preseason
| Preseason 2018                                    | Preseason 2018                                    | Preseason 2018                                    | Preseason 2018                                    | Preseason 2018                                    | Preseason 2018                                    | Preseason 2018                                    | Preseason 2018                                    | Preseason 2018                                    |
| Record preseason: 1-4 (Casa: 1-3; Trasferta: 0-1) | Record preseason: 1-4 (Casa: 1-3; Trasferta: 0-1) | Record preseason: 1-4 (Casa: 1-3; Trasferta: 0-1) | Record preseason: 1-4 (Casa: 1-3; Trasferta: 0-1) | Record preseason: 1-4 (Casa: 1-3; Trasferta: 0-1) | Record preseason: 1-4 (Casa: 1-3; Trasferta: 0-1) | Record preseason: 1-4 (Casa: 1-3; Trasferta: 0-1) | Record preseason: 1-4 (Casa: 1-3; Trasferta: 0-1) | Record preseason: 1-4 (Casa: 1-3; Trasferta: 0-1) |
| Partita                                           | Data                                              | Avversario                                        | Punteggio                                         | Più punti                                         | Più rimbalzi                                      | Più assist                                        | Stadio e spettatori                               | Record                                            |
| ------------------------------------------------- | ------------------------------------------------- | ------------------------------------------------- | ------------------------------------------------- | ------------------------------------------------- | ------------------------------------------------- | ------------------------------------------------- | ------------------------------------------------- | ------------------------------------------------- |
| 1                                                 | 29.9.2018                                         | Minnesota T'wolves                                | P 110-114                                         | Curry (21)                                        | Bell (7)                                          | Green (8)                                         | Oracle Arena (19.596)                             | 0-1                                               |
| 2                                                 | 5.10.2018                                         | Sacramento Kings                                  | V 122-94                                          | Thompson (30)                                     | Derrickson (7)                                    | Durant (7)                                        | KeyArena (17.704)                                 | 1-1                                               |
| 3                                                 | 8.10.2018                                         | Phoenix Suns                                      | P 109-117                                         | Curry (23)                                        | Jones (8)                                         | Jones, Durant (5)                                 | Oracle Arena (19.596)                             | 1-2                                               |
| 4                                                 | 10.10.2018                                        | @ L.A. Lakers                                     | P 113-123                                         | Curry (23)                                        | Durant (12)                                       | Curry (5)                                         | T-Mobile Arena (1.763)                            | 1-3                                               |
| 4                                                 | 12.10.2018                                        | L.A. Lakers                                       | P 105-119                                         | Thompson (21)                                     | McKinnie (7)                                      | Green (5)                                         | SAP Center (18.523)                               | 1-4                                               |

### Regular season

#### Ottobre
| Ottobre 2018                                    | Ottobre 2018                                    | Ottobre 2018                                    | Ottobre 2018                                    | Ottobre 2018                                    | Ottobre 2018                                    | Ottobre 2018                                    | Ottobre 2018                                    | Ottobre 2018                                    |
| Record ottobre: 8-1 (Casa: 4-0; Trasferta: 4-1) | Record ottobre: 8-1 (Casa: 4-0; Trasferta: 4-1) | Record ottobre: 8-1 (Casa: 4-0; Trasferta: 4-1) | Record ottobre: 8-1 (Casa: 4-0; Trasferta: 4-1) | Record ottobre: 8-1 (Casa: 4-0; Trasferta: 4-1) | Record ottobre: 8-1 (Casa: 4-0; Trasferta: 4-1) | Record ottobre: 8-1 (Casa: 4-0; Trasferta: 4-1) | Record ottobre: 8-1 (Casa: 4-0; Trasferta: 4-1) | Record ottobre: 8-1 (Casa: 4-0; Trasferta: 4-1) |
| Partita                                         | Data                                            | Avversario                                      | Punteggio                                       | Più punti                                       | Più rimbalzi                                    | Più assist                                      | Spettatori                                      | Record                                          |
| ----------------------------------------------- | ----------------------------------------------- | ----------------------------------------------- | ----------------------------------------------- | ----------------------------------------------- | ----------------------------------------------- | ----------------------------------------------- | ----------------------------------------------- | ----------------------------------------------- |
| 1                                               | 16.10.2018                                      | Oklahoma Thunder                                | V 108-100                                       | Curry (32)                                      | Green (13)                                      | Curry (9)                                       | Oracle Arena (19.596)                           | 1-0                                             |
| 2                                               | 19.10.2018                                      | @ Utah Jazz                                     | V 124-123                                       | Durant (38)                                     | Durant, Green (9)                               | Curry (8)                                       | Vivint Smart Home Arena (18.306)                | 2-0                                             |
| 3                                               | 21.10.2018                                      | @ Denver Nuggets                                | P 98-100                                        | Curry (30)                                      | Durant (11)                                     | Durant (7)                                      | Pepsi Center (19.520)                           | 2-1                                             |
| 4                                               | 22.10.2018                                      | Phoenix Suns                                    | V 123-103                                       | Curry (29)                                      | McKinnie (7)                                    | Curry, Green (8)                                | Oracle Arena (19.596)                           | 3-1                                             |
| 5                                               | 24.10.2018                                      | Wash. Wizards                                   | V 144-122                                       | Curry (51)                                      | Durant (8)                                      | Green (12)                                      | Oracle Arena (19.596)                           | 4-1                                             |
| 6                                               | 26.10.2018                                      | @ N.Y. Knicks                                   | V 128-100                                       | Durant (41)                                     | Durant (9)                                      | Green (6)                                       | Madison Square Garden (19.812)                  | 5-1                                             |
| 7                                               | 28.10.2018                                      | @ Brooklyn Nets                                 | V 120-114                                       | Curry (35)                                      | Durant (8)                                      | Green (13)                                      | Barclays Center (17.732)                        | 6-1                                             |
| 8                                               | 29.10.2018                                      | @ Chicago Bulls                                 | V 149-124                                       | Thompson (52)                                   | McKinnie (10)                                   | Green (11)                                      | United Center (21.076)                          | 7-1                                             |
| 9                                               | 31.10.2018                                      | N.O. Pelicans                                   | V 131-121                                       | Curry (35)                                      | Green (14)                                      | Curry (9)                                       | Oracle Arena (19.596)                           | 8-1                                             |

#### Novembre
| Novembre 2018                                    | Novembre 2018                                    | Novembre 2018                                    | Novembre 2018                                    | Novembre 2018                                    | Novembre 2018                                    | Novembre 2018                                    | Novembre 2018                                    | Novembre 2018                                    |
| Record novembre: 7-7 (Casa: 7-2; Trasferta: 0-5) | Record novembre: 7-7 (Casa: 7-2; Trasferta: 0-5) | Record novembre: 7-7 (Casa: 7-2; Trasferta: 0-5) | Record novembre: 7-7 (Casa: 7-2; Trasferta: 0-5) | Record novembre: 7-7 (Casa: 7-2; Trasferta: 0-5) | Record novembre: 7-7 (Casa: 7-2; Trasferta: 0-5) | Record novembre: 7-7 (Casa: 7-2; Trasferta: 0-5) | Record novembre: 7-7 (Casa: 7-2; Trasferta: 0-5) | Record novembre: 7-7 (Casa: 7-2; Trasferta: 0-5) |
| Partita                                          | Data                                             | Avversario                                       | Punteggio                                        | Più punti                                        | Più rimbalzi                                     | Più assist                                       | Spettatori                                       | Record                                           |
| ------------------------------------------------ | ------------------------------------------------ | ------------------------------------------------ | ------------------------------------------------ | ------------------------------------------------ | ------------------------------------------------ | ------------------------------------------------ | ------------------------------------------------ | ------------------------------------------------ |
| 10                                               | 2.11.2018                                        | Minnesota T'wolves                               | V 116-99                                         | Durant (33)                                      | Durant (13)                                      | Green (11)                                       | Oracle Arena (19.596)                            | 9-1                                              |
| 11                                               | 5.11.2018                                        | Memphis Grizzlies                                | V 117-101                                        | Thompson (27)                                    | Looney (9)                                       | Curry (7)                                        | Oracle Arena (19.596)                            | 10-1                                             |
| 12                                               | 8.11.2018                                        | Milwaukee Bucks                                  | P 111-134                                        | Thompson (24)                                    | Durant, Looney, Bell, McKinnie (5)               | Durant (9)                                       | Oracle Arena (19.596)                            | 10-2                                             |
| 13                                               | 10.11.2018                                       | Brooklyn Nets                                    | V 116-100                                        | Durant (28)                                      | Bell (8)                                         | Durant (11)                                      | Oracle Arena (19.596)                            | 11-2                                             |
| 14                                               | 12.11.2018                                       | @ L.A. Clippers                                  | P 116-121 (OT)                                   | Durant (33)                                      | Green (14)                                       | Durant (10)                                      | Staples Center (19.068)                          | 11-3                                             |
| 15                                               | 13.11.2018                                       | Atlanta Hawks                                    | V 110-103                                        | Durant (29)                                      | Jerebko (13)                                     | Cook (6)                                         | Oracle Arena (19.596)                            | 12-3                                             |
| 16                                               | 15.11.2018                                       | @ Houston Rockets                                | P 86-107                                         | Durant (20)                                      | Iguodala (6)                                     | Green (5)                                        | Toyota Center (18.055)                           | 12-4                                             |
| 17                                               | 17.11.2018                                       | @ Dallas Mavericks                               | P 109-112                                        | Durant (32)                                      | Jerebko (10)                                     | Jerebko, Thompson, Livingston, Iguodala (4)      | American Airlines Center (20.206)                | 12-5                                             |
| 18                                               | 18.10.2018                                       | @ San Antonio Spurs                              | P 92-104                                         | Durant (26)                                      | Durant, Jerebko (10)                             | Durant (6)                                       | AT&T Center (18.354)                             | 12-6                                             |
| 19                                               | 21.11.2018                                       | Oklahoma Thunder                                 | P 95-123                                         | Durant, Thompson (27)                            | Durant (14)                                      | Cook (6)                                         | Oracle Arena (19.596)                            | 12-7                                             |
| 20                                               | 23.11.2018                                       | Portland T. Blazers                              | V 125-97                                         | Durant (32)                                      | Durant (8)                                       | Durant, Bell (7)                                 | Oracle Arena (19.596)                            | 13-7                                             |
| 21                                               | 24.11.2018                                       | Sacramento Kings                                 | V 117-116                                        | Durant (44)                                      | Durant (13)                                      | Durant (7)                                       | Oracle Arena (19.596)                            | 14-7                                             |
| 22                                               | 26.11.2018                                       | Orlando Magic                                    | V 116-110                                        | Durant (49)                                      | Durant, Looney, Cook (6)                         | Durant (9)                                       | Oracle Arena (19.596)                            | 15-7                                             |
| 23                                               | 29.11.2018                                       | @ Toronto Raptors                                | P 128-131 (OT)                                   | Durant (51)                                      | Durant (11)                                      | Livingston (7)                                   | Scotiabank Arena (19.800)                        | 15-8                                             |

#### Dicembre
| Dicembre 2018                                    | Dicembre 2018                                    | Dicembre 2018                                    | Dicembre 2018                                    | Dicembre 2018                                    | Dicembre 2018                                    | Dicembre 2018                                    | Dicembre 2018                                    | Dicembre 2018                                    |
| Record dicembre: 9-5 (Casa: 3-3; Trasferta: 6-2) | Record dicembre: 9-5 (Casa: 3-3; Trasferta: 6-2) | Record dicembre: 9-5 (Casa: 3-3; Trasferta: 6-2) | Record dicembre: 9-5 (Casa: 3-3; Trasferta: 6-2) | Record dicembre: 9-5 (Casa: 3-3; Trasferta: 6-2) | Record dicembre: 9-5 (Casa: 3-3; Trasferta: 6-2) | Record dicembre: 9-5 (Casa: 3-3; Trasferta: 6-2) | Record dicembre: 9-5 (Casa: 3-3; Trasferta: 6-2) | Record dicembre: 9-5 (Casa: 3-3; Trasferta: 6-2) |
| Partita                                          | Data                                             | Avversario                                       | Punteggio                                        | Più punti                                        | Più rimbalzi                                     | Più assist                                       | Spettatori                                       | Record                                           |
| ------------------------------------------------ | ------------------------------------------------ | ------------------------------------------------ | ------------------------------------------------ | ------------------------------------------------ | ------------------------------------------------ | ------------------------------------------------ | ------------------------------------------------ | ------------------------------------------------ |
| 24                                               | 1.12.2018                                        | @ Detroit Pistons                                | P 102-111                                        | Durant (28)                                      | Thompson (8)                                     | Durant (7)                                       | Little Caesars Arena (20.332)                    | 15-9                                             |
| 25                                               | 3.11.2018                                        | @ Atlanta Hawks                                  | V 128-111                                        | Curry (30)                                       | Thompson (9)                                     | Durant (8)                                       | State Farm Arena (16.631)                        | 16-9                                             |
| 26                                               | 5.12.2018                                        | @ Cleveland Cavaliers                            | V 129-105                                        | Curry (30)                                       | Durant (10)                                      | Durant (9)                                       | Quicken Loans Arena (19.432)                     | 17-9                                             |
| 27                                               | 7.12.2018                                        | @ Milwaukee Bucks                                | V 105-95                                         | Thompson, Curry (20)                             | Durant, Iguodala (8)                             | Curry (8)                                        | Fiserv Forum (17.852)                            | 18-9                                             |
| 28                                               | 10.12.2018                                       | Minnesota T'wolves                               | V 116-108                                        | Curry (38)                                       | Green (10)                                       | Green (7)                                        | Oracle Arena (19.596)                            | 19-9                                             |
| 29                                               | 12.12.2018                                       | Toronto Raptors                                  | P 93-113                                         | Durant (7)                                       | Durant, Bell (7)                                 | Green (7)                                        | Oracle Arena (19.596)                            | 19-10                                            |
| 30                                               | 14.12.2018                                       | @ Sacramento Kings                               | V 130-125                                        | Curry (35)                                       | Green (14)                                       | Green (10)                                       | Golden 1 Center (17.583)                         | 20-10                                            |
| 31                                               | 17.12.2018                                       | Memphis Grizzlies                                | V 110-93                                         | Durant (23)                                      | Curry, Green (7)                                 | Durant, Green (5)                                | Oracle Arena (19.596)                            | 21-10                                            |
| 32                                               | 19.12.2018                                       | @ Utah Jazz                                      | P 103-108                                        | Curry (32)                                       | Green (12)                                       | Livingston (5)                                   | Vivint Smart Home Arena (18.306)                 | 21-11                                            |
| 33                                               | 22.12.2018                                       | Dallas Mavericks                                 | V 120-116                                        | Durant (29)                                      | Durant (12)                                      | Durant (8)                                       | Oracle Arena (19.596)                            | 22-11                                            |
| 34                                               | 23.12.2018                                       | L.A. Clippers                                    | V 129-127                                        | Curry (42)                                       | Durant (12)                                      | Durant (6)                                       | Oracle Arena (19.596)                            | 23-11                                            |
| 35                                               | 25.12.2018                                       | L.A. Lakers                                      | P 101-127                                        | Iguodala (23)                                    | Durant (7)                                       | Durant (7)                                       | Oracle Arena (19.596)                            | 23-12                                            |
| 36                                               | 27.12.2018                                       | Portland T. Blazers                              | P 109-110 (OT)                                   | Curry (29)                                       | Green (11)                                       | Durant (10)                                      | Oracle Arena (19.596)                            | 23-13                                            |
| 37                                               | 29.12.2018                                       | @ Portland T. Blazers                            | V 115-105                                        | Thompson (32)                                    | Green (9)                                        | Curry (8)                                        | Moda Center (19.797)                             | 24-13                                            |
| 38                                               | 31.12.2018                                       | @ Phoenix Suns                                   | V 132-109                                        | Curry (34)                                       | Curry (9)                                        | Green (7)                                        | Talking Stick Resort Arena (16.906)              | 25-13                                            |

#### Gennaio
| Gennaio 2019                                     | Gennaio 2019                                     | Gennaio 2019                                     | Gennaio 2019                                     | Gennaio 2019                                     | Gennaio 2019                                     | Gennaio 2019                                     | Gennaio 2019                                     | Gennaio 2019                                     |
| Record gennaio: 11-2 (Casa: 3-2; Trasferta: 8-0) | Record gennaio: 11-2 (Casa: 3-2; Trasferta: 8-0) | Record gennaio: 11-2 (Casa: 3-2; Trasferta: 8-0) | Record gennaio: 11-2 (Casa: 3-2; Trasferta: 8-0) | Record gennaio: 11-2 (Casa: 3-2; Trasferta: 8-0) | Record gennaio: 11-2 (Casa: 3-2; Trasferta: 8-0) | Record gennaio: 11-2 (Casa: 3-2; Trasferta: 8-0) | Record gennaio: 11-2 (Casa: 3-2; Trasferta: 8-0) | Record gennaio: 11-2 (Casa: 3-2; Trasferta: 8-0) |
| Partita                                          | Data                                             | Avversario                                       | Punteggio                                        | Più punti                                        | Più rimbalzi                                     | Più assist                                       | Spettatori                                       | Record                                           |
| ------------------------------------------------ | ------------------------------------------------ | ------------------------------------------------ | ------------------------------------------------ | ------------------------------------------------ | ------------------------------------------------ | ------------------------------------------------ | ------------------------------------------------ | ------------------------------------------------ |
| 39                                               | 3.1.2019                                         | Houston Rockets                                  | P 134-135 (OT)                                   | Curry (35)                                       | Green (11)                                       | Green (8)                                        | Oracle Arena (19.596)                            | 25-14                                            |
| 40                                               | 5.1.2019                                         | @ Sacramento Kings                               | V 127-123                                        | Curry (42)                                       | Jerebko (8)                                      | Durant (9)                                       | Golden 1 Center (17.583)                         | 26-14                                            |
| 41                                               | 8.1.2019                                         | N.Y. Knicks                                      | V 122-95                                         | Thompson (43)                                    | Green (11)                                       | Curry (14)                                       | Oracle Arena (19.596)                            | 27-14                                            |
| 42                                               | 11.1.2019                                        | Chicago Bulls                                    | V 146-109                                        | Thompson (30)                                    | Green, Looney (7)                                | Curry (14)                                       | Oracle Arena (19.596)                            | 28-14                                            |
| 43                                               | 13.1.2019                                        | @ Dallas Mavericks                               | V 119-114                                        | Curry (48)                                       | Jerebko (8)                                      | Iguodala (6)                                     | American Airlines Center (20.340)                | 29-14                                            |
| 44                                               | 15.1.2019                                        | @ Denver Nuggets                                 | V 142-111                                        | Curry, Thompson (31)                             | Looney (12)                                      | Green (13)                                       | Pepsi Center (19.896)                            | 30-14                                            |
| 45                                               | 16.1.2019                                        | N.O. Pelicans                                    | V 147-140                                        | Curry (41)                                       | Durant (15)                                      | Green (14)                                       | Oracle Arena (19.596)                            | 31-14                                            |
| 46                                               | 18.1.2019                                        | @ L.A. Clippers                                  | V 112-94                                         | Curry (28)                                       | Green (8)                                        | Green (9)                                        | Staples Center (19.068)                          | 32-14                                            |
| 47                                               | 21.1.2019                                        | @ L.A. Lakers                                    | V 130-111                                        | Thompson (44)                                    | Cousins (9)                                      | Curry (12)                                       | Staples Center (18.997)                          | 33-14                                            |
| 48                                               | 24.1.2019                                        | @ Wash. Wizards                                  | V 126-118                                        | Curry (38)                                       | Green (15)                                       | Green (7)                                        | Capital One Arena (20.409)                       | 34-14                                            |
| 49                                               | 26.1.2019                                        | @ Boston Celtics                                 | V 115-111                                        | Durant (33)                                      | Green (11)                                       | Green (8)                                        | TD Garden (18.624)                               | 35-14                                            |
| 50                                               | 28.1.2019                                        | @ Indiana Pacers                                 | V 132-100                                        | Curry (38)                                       | Cousins, Curry, Iguodala, Cook (6)               | Durant (7)                                       | Bankers Life Fieldhouse (17.923)                 | 36-14                                            |
| 51                                               | 31.1.2019                                        | Philadelphia 76ers                               | P 104-113                                        | Curry (38)                                       | Green (8)                                        | Green (8)                                        | Oracle Arena (19.596)                            | 36-15                                            |

#### Febbraio
| Febbraio 2019                                    | Febbraio 2019                                    | Febbraio 2019                                    | Febbraio 2019                                    | Febbraio 2019                                    | Febbraio 2019                                    | Febbraio 2019                                    | Febbraio 2019                                    | Febbraio 2019                                    |
| Record febbraio: 7-4 (Casa: 5-1; Trasferta: 2-3) | Record febbraio: 7-4 (Casa: 5-1; Trasferta: 2-3) | Record febbraio: 7-4 (Casa: 5-1; Trasferta: 2-3) | Record febbraio: 7-4 (Casa: 5-1; Trasferta: 2-3) | Record febbraio: 7-4 (Casa: 5-1; Trasferta: 2-3) | Record febbraio: 7-4 (Casa: 5-1; Trasferta: 2-3) | Record febbraio: 7-4 (Casa: 5-1; Trasferta: 2-3) | Record febbraio: 7-4 (Casa: 5-1; Trasferta: 2-3) | Record febbraio: 7-4 (Casa: 5-1; Trasferta: 2-3) |
| Partita                                          | Data                                             | Avversario                                       | Punteggio                                        | Più punti                                        | Più rimbalzi                                     | Più assist                                       | Spettatori                                       | Record                                           |
| ------------------------------------------------ | ------------------------------------------------ | ------------------------------------------------ | ------------------------------------------------ | ------------------------------------------------ | ------------------------------------------------ | ------------------------------------------------ | ------------------------------------------------ | ------------------------------------------------ |
| 52                                               | 2.2.2019                                         | L.A. Lakers                                      | V 115-101                                        | Thompson (28)                                    | Cousins (10)                                     | Durant (11)                                      | Oracle Arena (19.596)                            | 37-15                                            |
| 53                                               | 6.2.2019                                         | San Antonio Spurs                                | V 141-102                                        | Thompson (26)                                    | Durant (8)                                       | Durant (9)                                       | Oracle Arena (19.596)                            | 38-15                                            |
| 54                                               | 8.2.2019                                         | @ Phoenix Suns                                   | V 117-107                                        | Thompson (25)                                    | Durant (8)                                       | Curry (7)                                        | Talking Stick Resort Arena (17.081)              | 39-15                                            |
| 55                                               | 10.2.2019                                        | Miami Heat                                       | V 120-118                                        | Durant (39)                                      | Green (7)                                        | Green (14)                                       | Oracle Arena (19.596)                            | 40-15                                            |
| 56                                               | 12.2.2019                                        | Utah Jazz                                        | V 115-108                                        | Durant (28)                                      | Cousins (10)                                     | Durant (7)                                       | Oracle Arena (19.596)                            | 41-15                                            |
| 57                                               | 13.2.2019                                        | @ Portland T. Blazers                            | P 107-129                                        | Durant, Curry (32)                               | Bell (9)                                         | Thompson (8)                                     | Moda Center (19.549)                             | 41-16                                            |
| Pausa All-Star Weekend                           |                                                  |                                                  |                                                  |                                                  |                                                  |                                                  |                                                  |                                                  |
| 58                                               | 21.2.2019                                        | Sacramento Kings                                 | V 125-123                                        | Curry (36)                                       | Cousins (10)                                     | Cousins (14)                                     | Oracle Arena (19.549)                            | 42-16                                            |
| 59                                               | 23.2.2019                                        | Houston Rockets                                  | P 112-118                                        | Durant (24)                                      | Cousins (14)                                     | Curry (7)                                        | Oracle Arena (19.549)                            | 42-17                                            |
| 60                                               | 25.2.2019                                        | @ Charlotte Hornets                              | V 121-110                                        | Thompson (26)                                    | Cousins (11)                                     | Cousins (10)                                     | Spectrum Center (19.419)                         | 43-17                                            |
| 61                                               | 27.2.2019                                        | @ Miami Heat                                     | P 125-126                                        | Thompson (36)                                    | Curry, Bell, Looney (7)                          | Durant (5)                                       | AmericanAirlines Arena (19.647)                  | 43-18                                            |
| 62                                               | 28.2.2019                                        | @ Orlando Magic                                  | P 96-103                                         | Curry (33)                                       | Cousins (11)                                     | Curry (6)                                        | Amway Center (18.846)                            | 43-19                                            |

#### Marzo
| Marzo 2019                                    | Marzo 2019                                    | Marzo 2019                                    | Marzo 2019                                    | Marzo 2019                                    | Marzo 2019                                    | Marzo 2019                                    | Marzo 2019                                    | Marzo 2019                                    |
| Record marzo: 7-4 (Casa: 3-3; Trasferta: 4-1) | Record marzo: 7-4 (Casa: 3-3; Trasferta: 4-1) | Record marzo: 7-4 (Casa: 3-3; Trasferta: 4-1) | Record marzo: 7-4 (Casa: 3-3; Trasferta: 4-1) | Record marzo: 7-4 (Casa: 3-3; Trasferta: 4-1) | Record marzo: 7-4 (Casa: 3-3; Trasferta: 4-1) | Record marzo: 7-4 (Casa: 3-3; Trasferta: 4-1) | Record marzo: 7-4 (Casa: 3-3; Trasferta: 4-1) | Record marzo: 7-4 (Casa: 3-3; Trasferta: 4-1) |
| Partita                                       | Data                                          | Avversario                                    | Punteggio                                     | Più punti                                     | Più rimbalzi                                  | Più assist                                    | Spettatori                                    | Record                                        |
| --------------------------------------------- | --------------------------------------------- | --------------------------------------------- | --------------------------------------------- | --------------------------------------------- | --------------------------------------------- | --------------------------------------------- | --------------------------------------------- | --------------------------------------------- |
| 63                                            | 2.3.2019                                      | @ Philadelphia 76ers                          | V 120-117                                     | Durant (34)                                   | Green (9)                                     | Green (10)                                    | Wells Fargo Center (20.624)                   | 44-19                                         |
| 64                                            | 5.3.2019                                      | Boston Celtics                                |                                               |                                               |                                               |                                               | Oracle Arena                                  |                                               |
| 65                                            | 8.3.2019                                      | Denver Nuggets                                |                                               |                                               |                                               |                                               | Oracle Arena                                  |                                               |
| 66                                            | 10.3.2019                                     | Phoenix Suns                                  |                                               |                                               |                                               |                                               | Oracle Arena                                  |                                               |
| 67                                            | 13.3.2019                                     | @ Houston Rockets                             |                                               |                                               |                                               |                                               | Toyota Center                                 |                                               |
| 68                                            | 16.3.2019                                     | @ Oklahoma Thunder                            |                                               |                                               |                                               |                                               | Chesapeake Energy Arena                       |                                               |
| 69                                            | 18.3.2019                                     | @ San Antonio Spurs                           |                                               |                                               |                                               |                                               | AT&T Center                                   |                                               |
| 70                                            | 19.3.2019                                     | @ Minnesota T'wolves                          |                                               |                                               |                                               |                                               | Target Center                                 |                                               |
| 71                                            | 21.3.2019                                     | Indiana Pacers                                |                                               |                                               |                                               |                                               | Oracle Arena                                  |                                               |
| 72                                            | 23.3.2019                                     | Dallas Mavericks                              |                                               |                                               |                                               |                                               | Oracle Arena                                  |                                               |
| 73                                            | 24.3.2019                                     | Detroit Pistons                               |                                               |                                               |                                               |                                               | Oracle Arena                                  |                                               |
| 74                                            | 27.3.2019                                     | @ Memphis Grizzlies                           |                                               |                                               |                                               |                                               | FedExForum                                    |                                               |
| 75                                            | 29.3.2019                                     | @ Minnesota T'wolves                          |                                               |                                               |                                               |                                               | Target Center                                 |                                               |
| 76                                            | 31.3.2019                                     | Charlotte Hornets                             |                                               |                                               |                                               |                                               | Oracle Arena                                  |                                               |

#### Aprile
| Aprile 2019                                    | Aprile 2019                                    | Aprile 2019                                    | Aprile 2019                                    | Aprile 2019                                    | Aprile 2019                                    | Aprile 2019                                    | Aprile 2019                                    | Aprile 2019                                    |
| Record aprile: 0-0 (Casa: 0-0; Trasferta: 0-0) | Record aprile: 0-0 (Casa: 0-0; Trasferta: 0-0) | Record aprile: 0-0 (Casa: 0-0; Trasferta: 0-0) | Record aprile: 0-0 (Casa: 0-0; Trasferta: 0-0) | Record aprile: 0-0 (Casa: 0-0; Trasferta: 0-0) | Record aprile: 0-0 (Casa: 0-0; Trasferta: 0-0) | Record aprile: 0-0 (Casa: 0-0; Trasferta: 0-0) | Record aprile: 0-0 (Casa: 0-0; Trasferta: 0-0) | Record aprile: 0-0 (Casa: 0-0; Trasferta: 0-0) |
| Partita                                        | Data                                           | Avversario                                     | Punteggio                                      | Più punti                                      | Più rimbalzi                                   | Più assist                                     | Spettatori                                     | Record                                         |
| ---------------------------------------------- | ---------------------------------------------- | ---------------------------------------------- | ---------------------------------------------- | ---------------------------------------------- | ---------------------------------------------- | ---------------------------------------------- | ---------------------------------------------- | ---------------------------------------------- |
| 77                                             | 2.4.2019                                       | Denver Nuggets                                 |                                                |                                                |                                                |                                                | Oracle Arena                                   |                                                |
| 78                                             | 4.4.2019                                       | @ L.A. Lakers                                  |                                                |                                                |                                                |                                                | Staples Center                                 |                                                |
| 79                                             | 5.4.2019                                       | Cleveland Cavaliers                            |                                                |                                                |                                                |                                                | Oracle Arena                                   |                                                |
| 80                                             | 7.4.2019                                       | L.A. Clippers                                  |                                                |                                                |                                                |                                                | Oracle Arena                                   |                                                |
| 81                                             | 9.4.2019                                       | @ N.O. Pelicans                                |                                                |                                                |                                                |                                                | Smoothie King Center                           |                                                |
| 82                                             | 10.4.2019                                      | @ Memphis Grizzlies                            |                                                |                                                |                                                |                                                | FedExForum                                     |                                                |

## Premi individuali
| Assegnato a   | Premio                                       | Data premio      | Ref.  |
| ------------- | -------------------------------------------- | ---------------- | ----- |
| Stephen Curry | Giocatore della settimana Western Conference | 29 ottobre 2018  | [ 1 ] |
| Stephen Curry | Giocatore della settimana Western Conference | 10 dicembre 2018 | [ 2 ] |
| Steve Kerr    | Coach del mese Western Conference            | 1 febbraio 2019  | [ 3 ] |